# Tabelas de finais

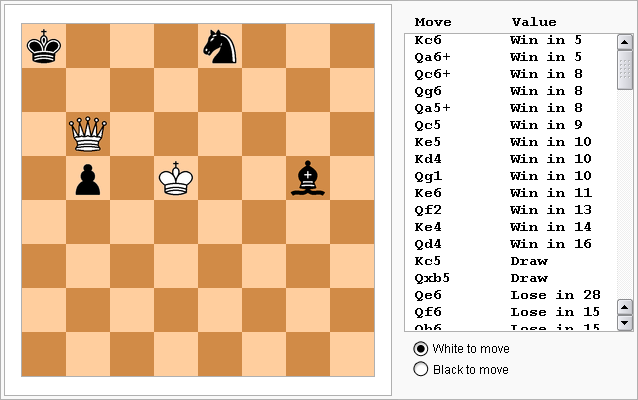
Uma interface típica para pesquisa em uma Tabela de Finais. Para cada lance pesquisado, a tabela calcula o número de lances necessários para a vitória com um jogo perfeito.

Tabelas de finais (do inglês endgame tablebases), no enxadrismo, é uma base de dados de posições de finais de partidas de xadrez calculadas retrospectivamente, desenvolvida para indicar os lances perfeitos que conduzem a vitória em cada posição constante no banco de dados.
Normalmente as tabelas são limitadas a finais com, no máximo, seis peças e peões, incluindo os reis, mas já estão sendo desenvolvidas tabelas para sete peças e peões.

## Tipos de tabelas
As tabelas existem em dois tipos principais:
- Tabelas de Nalimov

Também conhecidas como DTM (do inglês, Depth to Mate), desenvolvidas por Eugene Nalimov e Steven J. Edward.
- Tabelas de Thompson

Também conhecidas como DTC (do ingles, Depth to Conversion), desenvolvidas por Ken Thompson.